# Hana wa saku, shura no gotoku
Hana wa saku, shura no gotoku (jap. 花は咲く、修羅の如く), skrótowo Hanashura – manga napisana przez Ayano Takedę i zilustrowana przez Musshu, publikowana w magazynie „Ultra Jump” wydawnictwa Shūeisha od czerwca 2021. Na jej podstawie Studio Bind stworzyło serial anime, który emitowano od stycznia do marca 2025.

## Fabuła
Hana Haruyama mieszka na niewielkiej wyspie Tonakijima. Pewnego dnia, podczas prowadzenia spotkania czytelniczego dla małych dzieci, zostaje zauważona przez Mizuki Usurai, członkinię klubu radiowego z liceum, do którego ma wkrótce zacząć uczęszczać. Mizuki proponuje jej dołączenie do klubu, na co Hana przystaje.

## Bohaterowie
- Hana Haruyama (jap. 春山 花奈 Haruyama Hana)

Seiyū: Minori Fujidera 
- Mizuki Usurai (jap. 薄頼 瑞希 Usurai Mizuki)

Seiyū: Miyuri Shimabukuro 
- An Natsue (jap. 春山 花奈 Natsue An)

Seiyū: Fūka Izumi 
- Shūdai Tōga (jap. 薄頼 瑞希 Tōga Shūdai)

Seiyū: Shōya Chiba 
- Matsuyuki Akiyama (jap. 春山 花奈 Akiyama Matsuyuki)

Seiyū: Seiichirō Yamashita 
- Ryōko Totonoi (jap. 整井 良子 Totonoi Ryōko)

Seiyū: Kiyono Yasuno 
- Setarō Hakoyama (jap. 春山 花奈 Hakoyama Setarō)

Seiyū: Taito Ban 
- Hiromi Kichijōji (jap. 吉祥寺博美 Kichijōji Hiromi)

Seiyū: Kōji Yusa 
- Shura Saionji (jap. 西園寺修羅 Saionji Shura)

Seiyū: Yōko Hikasa 

## Manga
Pierwszy rozdział mangi został opublikowany 18 czerwca 2021 w magazynie „Ultra Jump”. Następnie wydawnictwo Shūeisha rozpoczęło zbieranie rozdziałów do wydań w formacie tankōbon, których pierwszy tom ukazał się 19 stycznia 2022.
| Nr | Data wydania (język japoński) | ISBN (język japoński)  |
| -- | ----------------------------- | ---------------------- |
| 1  | 19 stycznia 2022              | ISBN 978-4-08-892171-6 |
| 2  | 18 maja 2022                  | ISBN 978-4-08-892322-2 |
| 3  | 16 września 2022              | ISBN 978-4-08-892445-8 |
| 4  | 17 lutego 2023                | ISBN 978-4-08-892608-7 |
| 5  | 19 lipca 2023                 | ISBN 978-4-08-892764-0 |
| 6  | 19 grudnia 2023               | ISBN 978-4-08-893061-9 |
| 7  | 19 czerwca 2024               | ISBN 978-4-08-893290-3 |
| 8  | 17 stycznia 2025              | ISBN 978-4-08-893535-5 |

## Anime
Adaptacja w formie telewizyjnego serialu anime została zapowiedziana 12 czerwca 2024. Została wyprodukowana przez Studio Bind i wyreżyserowana przez Ayumu Uwano. Scenariusz napisał Kazuyuki Fudeyasu, postacie zaprojektowała Kou Aine, a muzykę skomponował Masaru Yokoyama. Seria była emitowana od 8 stycznia do 26 marca 2025 w Nippon TV i innych stacjach. Motywem otwierającym jest „Jibun kakumei” (jap. 自分革命) autorstwa Shishamo, natomiast końcowym „Rōrō” (jap. 朗朗) w wykonaniu Satō.